# Efimeris ton Kyrion
Die Zeitschrift Efimeris ton Kyrion (griechisch Εφημερίς των Κυριών (Journal der Damen)) war ein griechischsprachiges Journal, das ab 1887 von der Frauenrechtlerin und ersten griechischen Journalistin Kalliroi Parren ins Leben gerufen wurde und sich an eine weibliche Leserschaft wandte.

## Geschichte

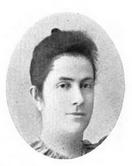
Kalliroi Parren 1894

Die Zeitschrift Efimeris ton Kyrion wurde ab dem 8. März 1887 von einer ausschließlich weiblichen Redaktion herausgegeben und war die erste Frauenzeitschrift ihrer Art in Griechenland. Für die ersten Ausgabe benutzte Kalliroi Parren einen Pseudonym: Eva Prenar (Εύα Πρενάρ), den sie wenig später zugunsten ihres wirklichen Namens aufgab.
Der überwiegende Teil des Journals bestand aus von Pädagoginnen verfassten Artikeln, die die Durchsetzung der Rechte der Frauen auf Arbeit und Bildung zum Inhalt hatten. Kalliroi Parren war sowohl dessen Redakteurin als auch eine der schreibenden Journalistinnen. Efimeris ton Kyrion vertrat die Position und Überzeugung, dass die geistige und politische Emanzipation und Gleichberechtigung der Frauen unmittelbar mit der Bereitstellung von Bildung und Arbeit für sie verbunden war. Die traditionelle Rolle der Frau wurde in den Artikeln zwar akzeptiert, aber es wurden mehr Rechte für Frauen eingefordert, damit sie ihre Arbeit besser bewältigen konnten. Diese Akzeptanz der traditionellen Frauenrolle ermöglichte es, von den damals Einflussreichen toleriert zu werden, auch wenn diese nicht bereit waren, alle Forderungen zu akzeptieren. Zeichen dieser heute als traditionell eingeschätzten Haltung war auch die Tatsache, dass das Journal einmal monatlich die Beilage Οικιακή Εφημερίς (Haushaltsjournal) enthielt, die Haushaltstipps, Anleitungen zum Nähen und Kochen sowie Tipps zum guten Benehmen enthielt.
Das Erscheinen dieser Frauenzeitschrift rief unterschiedliche Reaktionen bei männlichen Kollegen hervor, die von Ablehnung bis zu Wohlwollen reichte. Zu ihren Mitarbeiterinnen gehörten auch Sophia Schliemann und Sapho Leontias.
Das Journal erschien anfangs wöchentlich jeden Sonntag mit jeweils acht Seiten und wurde im ganzen Osmanischen Reich gelesen. Es erreichte eine Auflage von 5000 Stück. Ab 1907 wurde die Zeitschrift nur noch vierzehntäglich herausgebracht. 1917 (nach einigen Quellen 1918) wurde Efimeris ton Kyrion eingestellt, als deren Chefredakteurin Kalliroi Parren wegen ihrer politischen Einstellung und Königstreue auf die Insel Hydra verbannt wurde.
Das Journal Efimeris ton Kyrion war die langlebigste griechische Frauenzeitschrift. Bis zu dem Zeitpunkt, an dem sie eingestellt wurde, erschienen 1106 Ausgaben.